# Rudolf Kjellén
Rudolf Kjellén (1864-1922) Nascut a Suècia, a l'illa de Torsö, al bell mig del llac Voenern. Estudiarà a la Universitat d'Uppsala on serà diplomat en ciències polítiques i més endavant, a banda d'ensenyar ciències polítiques esdevindrà professor de Geografia.
R.Kjellen inventa el terme Geopolitik. Per ell, era una de les 5 branques de la ciència. El que farà és aprofundir en les idees de Ratzel. Kjellen diu que l'Estat és un ésser viu i es compon dels que hi viuen i del territori físic. El govern és el cervell, l'imperi és el cos i el poble els òrgans: una visió organicista. Està en contra de les migracions perquè diu que seria com talar-se el cordó umbilical. Aquest també pretenia fer una ciència empírica que servís per als estats i escriurà unes lleis pel desenvolupament territorial dels estats. Així doncs, el seu gran mèrit és que estira tot això i ho porta a una situació geopolítica real. Kjellen creia que Alemanya tenia unes virtuts racials, socials i militars com cap altra nació i que havien de ser els militars els que empenyessin aquestes virtuts cap a l'èxit. D'aquí sorgeix la seva noció de biopolítica, que ell conceptualitza per primer cop, però que és de tota manera diferent de la de Michel Foucault.
Defineix l'espai vital d'Alemanya: des del Bàltic a Suïssa i de Suïssa al Bòsfor. Es basa en la Mitteleuropa, que és la unió de les dues conques del Rin i del Danubi. Un cop s'aconsegueixi això, cal crear l'imperi i expandir-lo de manera natural cap a l'Orient mitjà i l'Àfrica.
Les seves idees tindran un gran impacte a Alemanya. En aquell moment Europa està vivint unes quantes crisis quan, el 1918, un filòsof anomenat O.Spengler publica "El declivi d'Occident", on parla de la lluita de classes i de la burgesia i el missatge que vol fer arribar és que la comoditat porta a ser una cultura sense afany. Aquest proposa un retorn a la lluita, a les virtuts racials, les guerres, etc. Exactament el que sí que té el poble alemany. És per això que el poble alemany accepta aquest pensament i se’l fa seu. No obstant això, perdrà la Guerra: perdrà diners, territori (tractat de Versalles: Alsàcia i Lorena cap a França), creació de Polònia i Txecoslovàquia, etc. En definitiva, passarà just el contrari del que preveia Kjellen: una humiliació.